# 三谷恭三
三谷 恭三（みたに きょうぞう）は、日本のバレエダンサー、振付家である。本名は福田恭三。妻はバレリーナの牧阿佐美。

## 経歴
6歳からバレエを始め、1968年に谷桃子バレエ団に入団した。1974年、谷桃子の相手役としてジゼルのアルブレヒト役を踊る。1976年に、ヴァルナ国際バレエコンクールに当時牧阿佐美バレヱ団に所属していた清水洋子とともに出場し、最優秀カップル賞を受賞した。同年、文化庁の芸術家在外研修員に選抜されて1年間モナコで研鑽を積んだ。
帰国後の1979年に牧阿佐美バレヱ団に入団し、『白鳥の湖』『眠れる森の美女』の王子などダンスール・ノーブルとしての役柄の他にも、同バレヱ団での『リーズの結婚』初演の際には、未亡人シモーヌ役をコミカルに演じて好評だった。1984年に17歳年上の牧阿佐美と結婚。
1994年に牧阿佐美バレヱ団の総監督に就任し、ローラン・プティなどの現代バレエ作品を団のレパートリーに加えた。また、自らがプロデュースする「ダンス・ヴァンテアン」公演で若手ダンサーを登用するなど後進の育成に努めるかたわら、内外のバレエコンクールの審査員を歴任している。
振付家としては、古典バレエ『くるみ割り人形』の改訂演出（2001年）や高円宮憲仁親王の追悼作品『ア ビアント だから、さよならはいわないよ』（2006年）などの大作を手がける他に、『ペルソナ』（1993年）のような哲学的作品から『ガーシュウィンズ・ドリーム』（1997年）などの軽妙な小品に至るまで多彩な作風を見せている。2014年9月1日に発足した一般社団法人日本バレエ団連盟では、常務理事に就任している。

## 主な振付作品
- 『ペルソナ』（ボフスラフ・マルティヌー音楽、1993年）
- 『ガーシュウィンズ・ドリーム』（ジョージ・ガーシュウィン音楽、1997年）
- 『ア ビアント だから、さよならはいわないよ』[10]（島田雅彦原作・台本、三枝成彰音楽、2006年）

## 主な受賞歴
- 第28回全国舞踊コンクール - 第1位文部大臣奨励賞（1971年）
- 第36回芸術選奨新人賞舞踊部門（1986年）
- 第22回橘秋子賞 - 特別賞（1996年）
- 第21回ニムラ舞踊賞（1999年）